# Holziken

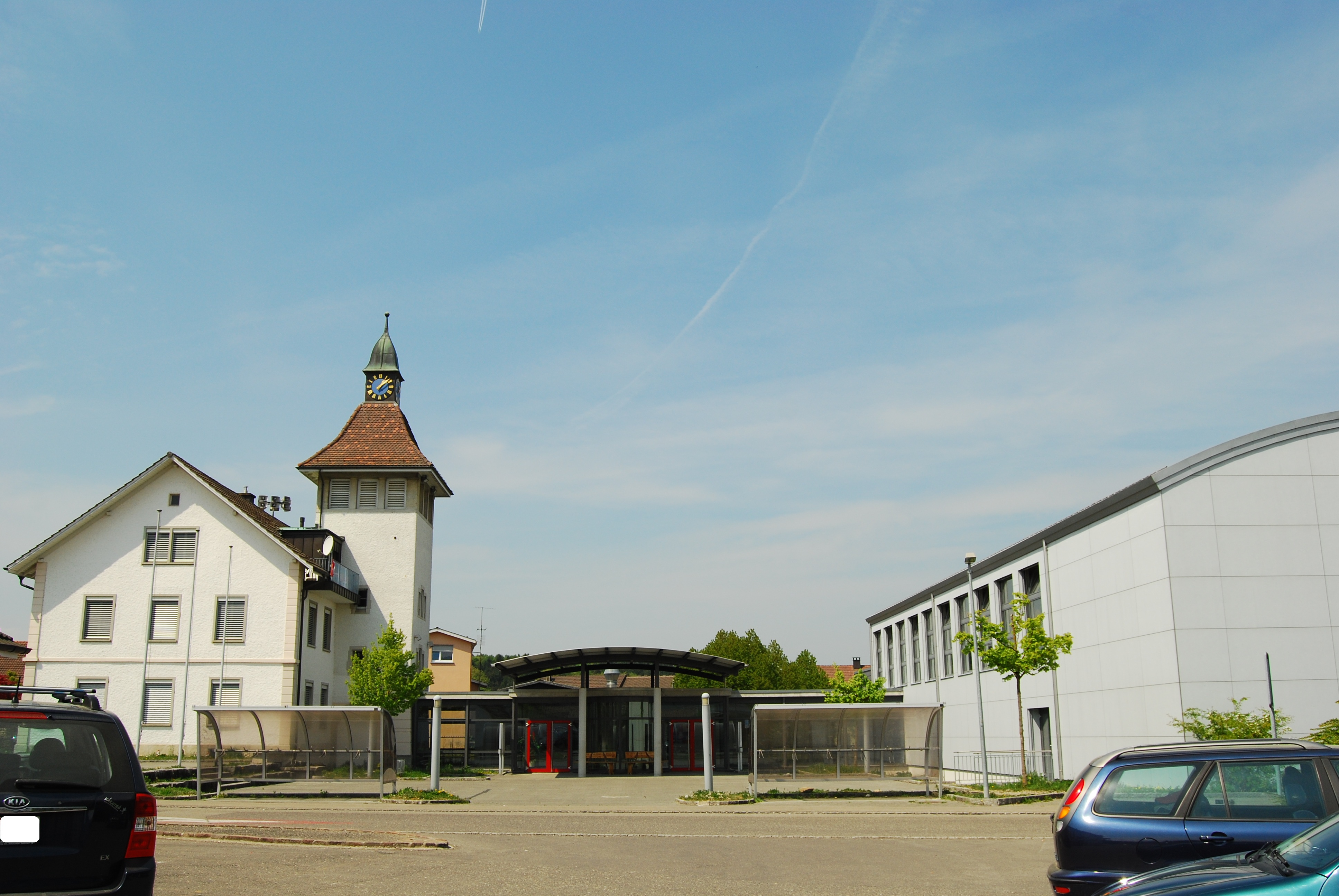
Holziken.

Holziken (schweizertyska: Holzike) är en ort och kommun i distriktet Kulm i kantonen Aargau, Schweiz. Kommunen har 1 742 invånare (2023).